# Otonabee River
Otonabee River är ett vattendrag i Kanada.   Det ligger i provinsen Ontario, i den sydöstra delen av landet, 250 km sydväst om huvudstaden Ottawa.
Runt Otonabee River är det glesbefolkat, med 18 invånare per kvadratkilometer.